# Peter Leko
Peter Leko (tiếng Hungary: 'Lékó Péter'; tiếng Serbia: Петер Леко); sinh ngày 8 tháng 9 năm 1979 tại Subotica, Yugoslavia) là một đại kiện tướng cờ vua người Hungary.
Anh trở thành đại kiện tướng trẻ nhất thế giới vào năm 1994. Anh trở thành nhà thách đấu vô địch thế giới 2 lần, sau đó anh đấu với Vladimir Kramnik trong trận tranh chức vô địch thế giới năm 2004 và đã hòa với tỷ số 7-7, Kramnik vẫn giữ được ngôi vô địch.